# Zimmer 483
Zimmer 483 è il secondo album in lingua tedesca del gruppo pop rock tedesco Tokio Hotel, pubblicato il 23 febbraio 2007.
Il disco è stato pubblicato in Europa, Canada e Messico. Esiste anche un'altra versione, con un DVD come bonus, contenente un'intervista e il making of dell'album.

## Descrizione
Tom Kaulitz in un'intervista dichiarò che l'album fu scritto e composto durante lo Schrei Tour. Il nome non è stato scelto a caso: infatti, nel 2006 i quattro trascorsero una vacanza a Cadice, Spagna, soggiornando in un bungalow. L'ispirazione nacque proprio dal bungalow, o meglio dal numero di stanza (Zimmer, appunto, in tedesco) in cui soggiornarono, il 483.

## Tracce
Edizione standard
1. Übers Ende der Welt – 3:33 (Dave Roth, Patrick Benzner, Bill Kaulitz, David Jost, Peter Hoffmann, Tom Kaulitz)
2. Totgeliebt – 3:42 (Dave Roth, Patrick Benzner, Bill Kaulitz, David Jost, Peter Hoffmann, Tom Kaulitz, Georg Listing, Gustav Schafer)
3. Spring nicht – 4:09 (Dave Roth, Patrick Benzner, Bill Kaulitz, David Jost, Peter Hoffmann, Tom Kaulitz)
4. Heilig – 4:03 (Dave Roth, Patrick Benzner, Bill Kaulitz, David Jost, Peter Hoffmann)
5. Wo sind eure Hände – 3:37 (Dave Roth, Patrick Benzner, Bill Kaulitz, David Jost, Peter Hoffmann, Tom Kaulitz, Georg Listing, Gustav Schafer)
6. Stich ins Glück – 4:05 (Dave Roth, Patrick Benzner, Bill Kaulitz, David Jost, Peter Hoffmann, Tom Kaulitz)
7. Ich brech aus – 3:24 (Dave Roth, Patrick Benzner, Bill Kaulitz, David Jost, Peter Hoffmann, Tom Kaulitz, Georg Listing, Gustav Schafer)
8. Reden – 3:13 (Dave Roth, Patrick Benzner, Bill Kaulitz, David Jost, Peter Hoffmann, Tom Kaulitz)
9. Nach dir kommt nichts – 3:14 (Dave Roth, Patrick Benzner, Bill Kaulitz, David Jost, Peter Hoffmann, Tom Kaulitz)
10. Wir sterben niemals aus – 2:59 (Dave Roth, Patrick Benzner, Bill Kaulitz, David Jost, Peter Hoffmann, Tom Kaulitz, Georg Listing, Gustav Schafer)
11. Vergessene Kinder – 4:34 (Dave Roth, Patrick Benzner, Bill Kaulitz, David Jost, Peter Hoffmann, Tom Kaulitz)
12. An deiner Seite (ich bin da) – 4:24 (Dave Roth, Patrick Benzner, Bill Kaulitz, David Jost, Peter Hoffmann)
13. In die Nacht (Traccia nascosta) – 3:21 (Dave Roth, Patrick Benzner, Bill Kaulitz, David Jost, Peter Hoffmann)

Tracce bonus edizione spagnola ed edizione francese
1. Wir schliessen uns ein – 3:14 (Bill Kaulitz, Dave Roth, David Jost, Peter Hoffmann, Patrick Benzner)
2. Monsoon – 4:02 (Bill Kaulitz, Rebecca Roth, Dave Roth, Patrick Benzner, David Jost)
3. Ready, Set, Go! – 3:34 (Bill Kaulitz, Tom Kaulitz, Dave Roth, David Jost, Peter Hoffmann, Patrick Benzner)

Versione deluxe (CD + DVD)
1. Fotoshooting Zimmer 483
2. Interview
3. Making Of Übers Ende der Welt
4. Übers Ende der Welt video